# 罗库尔欧布瓦
罗库尔欧布瓦（法語：Raucourt-au-Bois，法語發音：[ʁokuʁ o bwa]）是法国上法蘭西大區北部省的一个市镇，属于埃尔普河畔阿韦讷区。

## 地理
罗库尔欧布瓦（50°12'36"N, 3°39'37"E）面积1.04 平方千米，位于法国上法蘭西大區北部省，该省份为法国最北部的省份及最长的省份，西北濒北海，西接加来海峡省，南至埃纳省和索姆省，东与比利时接壤。
与罗库尔欧布瓦接壤的市镇（或旧市镇、城区）包括：卢维尼凯努瓦、昂格勒方丹、洛基尼奥勒。

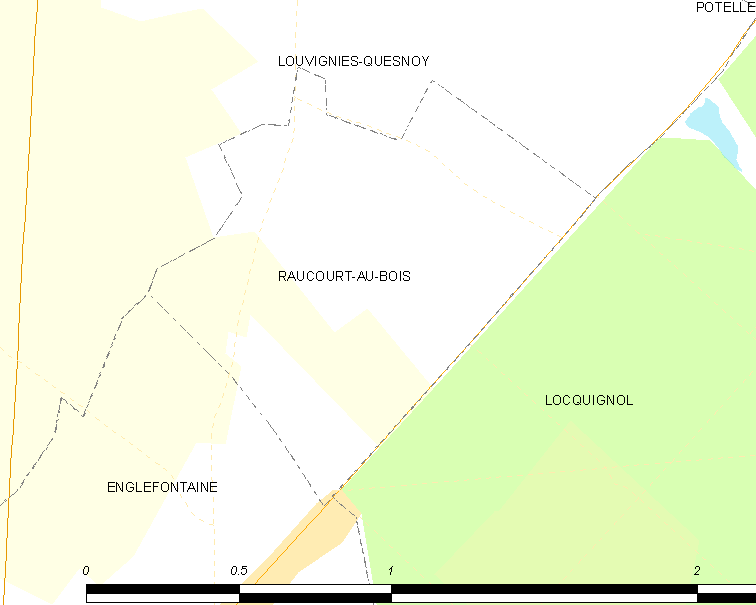
罗库尔欧布瓦的OSM定位图

罗库尔欧布瓦的时区为UTC+01:00、UTC+02:00（夏令时）。

## 行政
罗库尔欧布瓦的邮政编码为59530，INSEE市镇编码为59494。

## 政治
罗库尔欧布瓦所属的省级选区为埃尔普河畔阿韦讷县。

## 人口

1962-2008年间罗库尔欧布瓦人口变化图示

罗库尔欧布瓦于2022年1月1日时的人口数量为152人。